# Henrettelsesskuret
Henrettelsesskuret på Christianshavn (også kaldet skydeskuret) var det ene af de to steder hvor dødsdommene i det danske retsopgør efter besættelsen blev fuldbyrdet i 1946-50. Det andet henrettelsessted var i Undallslund plantage ved Viborg.
Henrettelsesskuret var et arkitekttegnet bræddehus med betongulv opført i en af de fjernere dele af Holmen, på 2. Redan af Enveloppen ved Margretheholm. Originaltegningen, som findes i Rigsarkivet, er benævnt "Pistolskydeplads. Skur til Skiver" (dvs. skydeskiver) men stedet var kun opført til henrettelserne.
Betongulvet med afløbsrist kan stadig ses. Enveloppen er en del af Fristaden Christiania  (Bådsmandsstrædes Kaserne) under navnet Dyssen, og det historiske krudtmagasin på 2. Redan kaldes Aircondition. Betonfundamentet ligger for enden af bygningens vinkel, lige på den østlige side af stien. Et træskur, som er baseret på samme tegninger, men opført 1980, står ved bygningen Den kosmiske blomst på Syddyssen, som er det historiske krudtmagasin på 5. Redan.
30 dødsdømte blev henrettet ved skydning her. Den seneste var Ib Birkedal Hansen den 20. juli 1950 kl. 01.00, som også var den sidste der blev henrettet i Danmark. 16 andre blev henrettet i Undallslund.

Stedet er ca. 1,5 km nord for Københavns sidste officielle skarprettersted på Amager Fælled, som var i brug 1806-45. Det lå ved den Svenske Skanse, som vejnavnet Ved Skansen i dag vidner om.